# Waldreben-Fensterfleckchen
Das Waldreben-Fensterfleckchen (Thyris fenestrella) ist ein Schmetterling der Familie der Fensterfleckchen (Thyrididae). Es ist die einzige Art dieser Familie in ganz Europa.

## Merkmale
Die Falter erreichen eine Flügelspannweite von 12 bis 15 Millimetern. Sie haben dunkelbraun gefärbte Flügel, die mit rotbraunen und gelblichen Flecken gemustert sind. In der Mitte aller vier Flügel sind je zwei weißliche, leicht durchscheinende Fensterflecken zu erkennen, wobei die der Hinterflügel größer sind.
Die Raupen werden ca. 10 Millimeter lang. Sie sind olivgrün mit leichtem rotstich gefärbt, wobei ihre Haut leicht durchsichtig ist und haben einen dunkelbraunen Kopf. Am Körper sind zahlreiche größere, schwarze Flecken verteilt.

## Vorkommen
Die Tiere kommen im Süden Deutschlands selten, im Norden hingegen gar nicht vor. Sie leben an feuchten und warmen Waldrändern, bevorzugt in der Nähe von Gewässern und im Bergland.

## Lebensweise
Die sehr scheuen Falter sind nur selten und meistens mit nur wenigen Tieren in ihren Lebensräumen vorkommend. Man findet sie beim Blütenanflug, besonders an Wasserdost (Eupatorium spec.), Liguster (Ligustrum spec.) und an Doldenblütlern (Apiaceae).

### Flug- und Raupenzeiten
Die Falter fliegen normalerweise in einer Generation pro Jahr von Mai bis Oktober, an warmen Orten kann aber eine zweite, innerhalb dieser Zeit ausgebildet werden. Die Raupen leben von Juli bis August.

### Nahrung der Raupen
Die Raupen ernähren sich ausschließlich von Echter Waldrebe (Clematis vitalba), vermutlich aber auch von anderen Waldrebenarten.

## Entwicklung
Die Weibchen legen ihre rötlichen Eier einzeln an den Rand der Futterpflanzenblätter. Die daraus schlüpfenden Raupen schneiden das Blättchen schräg zur Mitte hin an und rollen das entstehende Dreieck ein, um in dieser Behausung zu leben. Sie bauen sich nach jeder Häutung eine neue Blattrolle. Zum Schluss wird eine ganze Blattfieder zusammengerollt. Diese Behausungen fallen an der Pflanze nicht auf, da sie nach unten gerichtet sind. Hebt man aber eine „Ranke“ auf, erkennt man sie sofort. Sie verpuppen sich in einem Kokon an Blättern und in hohlen Stängeln oder anderen Nischen.

## Gefährdung und Schutz
- Rote Liste BRD: V (auf der Vorwarnliste)[3]